# Josef Říha (politik, 1830)
Josef Říha (1. prosince 1830 Pučery – 21. května 1887 Kutná Hora) byl český právník a politik z Kutnohorska.

## Biografie
Studoval na pražském akademickém gymnáziu a právnické fakultě Karlo-Ferdinandovy univerzity v Praze. Titul doktora práv získal 30. prosince 1858. Po dvou letech státní služby v Kouřimi a v Kutné Hoře pracoval určitou dobu v advokacii a po roce 1862 v notářské kanceláři. Roku 1868 si založil vlastní advokátní praxi.
Účastnil se veřejného a politického života. Už v roce 1867 byl zvolen do Českého zemského sněmu za venkovské obce kutnohorského okresu, o pět let později pak za město Kutná Hora. Zemský sněm ho roku 1867 zvolil poslancem Říšské rady (celostátní zákonodárný sbor, tehdy ještě nevolen přímo, ale tvořen delegáty jednotlivých zemských sněmů). Patřil ale do skupiny českých státoprávně orientovaných poslanců z Národní strany (později staročeská strana), kteří odmítali převzít mandáty kvůli výhradám k ústavnímu směřování Předlitavska. Dne 19. června 1867 byl spolu s dalšími českými poslanci vyzván k udání důvodů pro nepřevzetí mandátů. Dne 26. září 1868 pak byly mandáty těchto poslanců v zemském sněmu a tudíž i v Říšské radě prohlášeny za zaniklé. Ještě předtím, v srpnu 1868, patřil mezi 81 signatářů státoprávní deklarace českých poslanců, v níž česká politická reprezentace odmítla centralistické směřování státu a hájila české státní právo.
Byl i členem městského zastupitelstva a v letech 1877–86 purkmistrem Kutné Hory. Mimo toho působil jako starosta kutnohorské Měšťanské besedy a ve sboru Tylova divadla. Spoluzakládal bruslařský spolek a místní organizace Ústřední matice školské a Sokola. Organizoval i sbírku na obnovu Národního divadla po požáru.
V nekrologu v časopise Světozor je uváděno, že současníci si ho vážili pro nezištnost a obětavost ve prospěch města i národa.